# Carl Baron Torresani

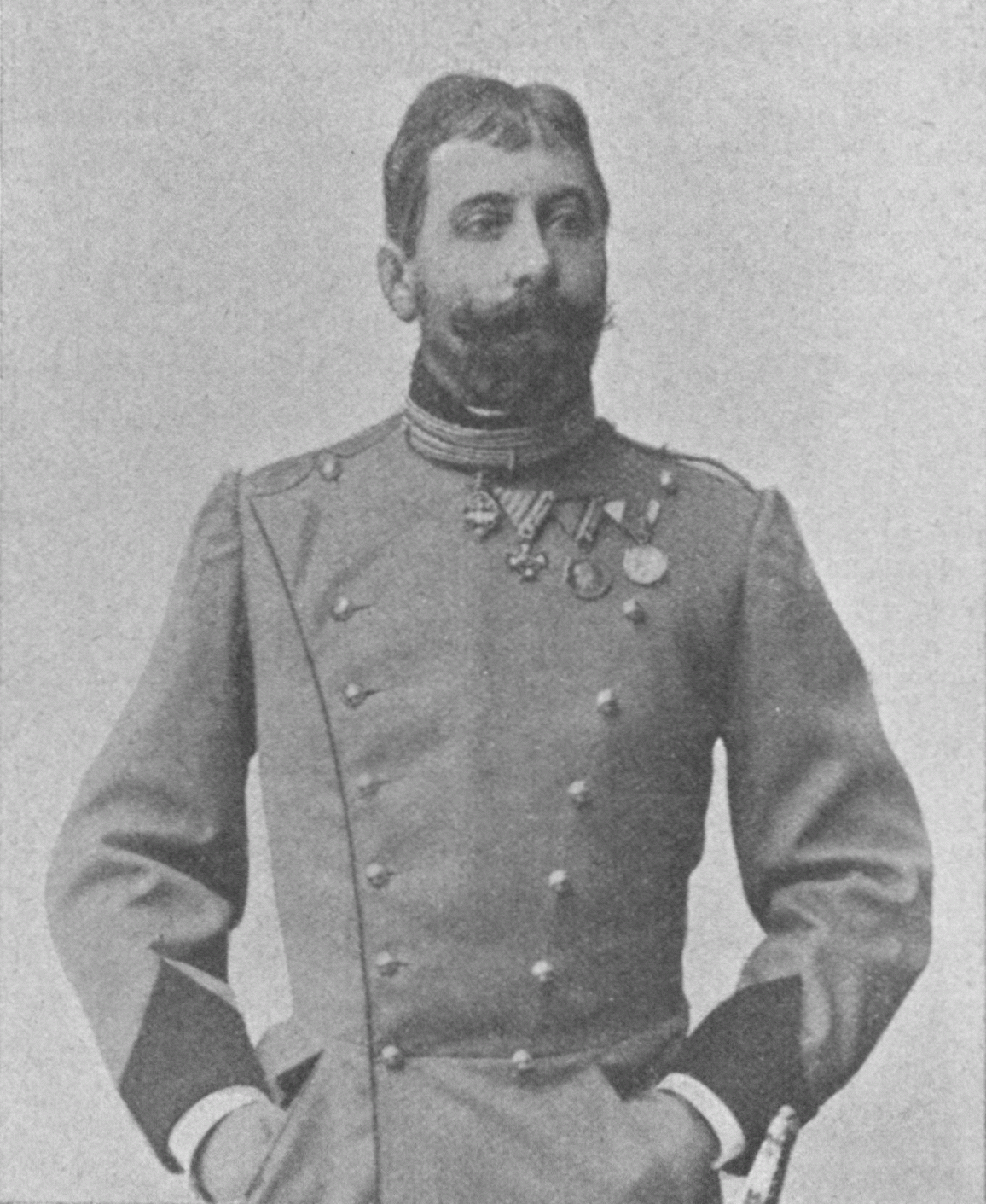
Carl Baron Torresani um 1902

Carl Baron Torresani (eigentlich: Carl Franz Ferdinand Freiherr Torresani von Lanzenfeld di Camponero, oder kurz: Carl (Freiherr) von Torresani, auch Karl Baron Torresani; * 19. April 1846 in Mailand, Königreich Lombardo-Venetien, Kaisertum Österreich; † 12. April 1907 in Torbole am Gardasee, Gefürstete Grafschaft Tirol, Österreich-Ungarn) war ein österreichischer Offizier, Gutsbesitzer und Schriftsteller der Wiener Moderne (Jung-Wien). Nach Meinung des Historikers Merlin Ergert-Gillern war er der bedeutendste Militärschriftsteller der k. u. k. Armee.

## Leben
Torresani stammte aus einer alten Tiroler Adelsfamilie. Er war der Sohn von Peter (Piero) Freiherr Torresani von Lanzenfeld und Camponero (1818–1847) und Beatrix (Beatrice) Freiin Mollinary von Monte Pastello (1828–1904, geborene Gräfin Giovio). Nachdem sein Vater bereits ein Jahr nach seiner Geburt verstorben war, hatte Karl Torresani eine enge Bindung zu seinem Großvater, Carl Justus Freiherr von Torresani (1779–1852), aufgebaut. Seine Mutter heiratete den österreichischen Major und u. a. Kommandanten der Gardaseeflottille, Anton Mollinary von Monte Pastello (1820–1904).
Torresani heiratete Therese Freiin Torresani von Lanzenfeld und Camponero (1858–1936, geborene Pabst), die einer wohlhabenden Wiener Arztfamilie entstammte. Die Mitgift von Teresa ermöglichte es Torresani ein Schloss mit einem Gutsbetrieb (Gut Gallenhof) in der Untersteiermark (heute Slowenien) zu kaufen. Aus der Ehe entstammt der einzige Sohn Carl Justus (1881–1917).
Torresani war der Bruder von Clelia Agnes (Posthuma) Freiin Torresani von Lanzenfeld und Camponero und der Halbbruder von Josephine Beatrix Klara Vranyczany-Dobrinovic; Franz Anton Karl Freiherr Mollinary von Monte Pastello; Beatrix Marie Theresia Freiherr Mollinary von Monte Pastello und Helene Marie Rosa Freiherr Mollinary von Monte Pastello.
Nachdem Torresani seine Offizierslaufbahn beendet hatte und als Schriftsteller etabliert war, reiste er mit seiner Gattin und dem Sohn Carl Justus von 1891 bis 1898 durch Europa. Er galt als überzeugter Anhänger des Vielvölkerstaates Österreich-Ungarn und Gegner des Nationalismus. Er trat gegen den damals stark vorherrschenden Antisemitismus auf, indem er die Tüchtigkeit und den Mut jüdischer Offiziere lobte. Politisch soll Torresani konservativ-aristokratisch und kein Freund der Demokratie, des Parlamentarismus und des Liberalismus gewesen sein.
Torresani verstarb am 12. April 1907 an einem Herzinfarkt und wurde am 19. April 1907 mit allen militärischen Ehren auf dem Bergfriedhof von Torbole begraben.

## Ausbildung
Torresani besuchte das Gymnasium Stella Matutina in Feldkirch. Mit 15 Jahren (1861) wechselte er auf eigenen Wunsch an die Theresianische Militärakademie in Wiener Neustadt, um wie sein Stiefvater und Vorbild Offizier zu werden. Er beendete die Ausbildung 1865 im Rang eines Leutnants. 1871 schloss er die Kriegsschule in Wien ab.

## Militärische Karriere
Torresani wurde zum k.u.k. Ulanenregiment Graf Trani, Prinz beider Sizilien nach Verona versetzt. Nach dem verlustreichen Krieg von 1866, bei dem sich Torresani auszeichnete, war er bis 1876 für die k.u.k. Armee in Galizien, Niederösterreich und der Krain tätig.
Wegen einer unglücklichen Liebe verließ er 1876 die Armee. Er ging nach Alexandrien und versuchte in die ägyptische Armee einzutreten, was aber fehlschlug, weil keine freien Offiziersstellen vorhanden waren. Nach der Rückkehr von Ägypten versuchte er wieder in die österreichische Armee einzutreten, konnte dies aber aus gesundheitlichen Gründen (Reitunfall) schlussendlich nicht umsetzen. Er trat in den Ruhestand und wurde 1893 ehrenhalber zum Rittmeister ernannt.

## Berufliche Tätigkeit
Er wurde sodann als Ingenieur bei der Nordbahn angestellt. 1884 war er Gründungsmitglied des Österreichisch-Ungarischen Holzhändlerverbandes.

## Tätigkeit als Schriftsteller
Torresani begann erst 1886 zu schreiben. Er soll ursprünglich mehr für sich als für ein Publikum geschrieben haben. Sein erster Roman: Aus der schönen wilden Leutnantszeit wurde im Frühjahr 1889 unter dem Autorennamen Carl Baron Torresani veröffentlicht und sofort ein Bestseller. Er veröffentlichte in weiterer Folge mehrere Werke, die alle vom Publikum gut aufgenommen wurden. Er wurde mit Marie von Ebner-Eschenbach, Bertha von Suttner und Ossip Schubin in eine Reihe gestellt. Über Felix Salten fand er Zugang zur Café Griensteidl Künstlergesellschaft (Torresani war dort 1889–1891). Hermann Bahr nannte ihn als ersten Vertreter des „Jungen Österreich“ (Wiener Moderne) noch vor Arthur Schnitzler und Hugo von Hofmannsthal. Arthur Schnitzler und Torresani sollen sich auch gegenseitig inspiriert haben.
Er galt als Förderer der damaligen Nachwuchsschriftsteller Alexander Roda Roda, Paul Busson, Rudolf Jeremias Kreutz, Franz Xaver Kappus und auch Rudolf von Eichthal.
Er gilt als Erfinder des Beinamens der österreichischen Armee: Die große Schweigerin, als er 1905 mit diesem Titel einen Beitrag in Danzers Armee-Zeitung veröffentlichte.

## Tätigkeit als Berater
Torresani galt als Fürsprecher der österreichischen Armee und wurde zu Beginn des 20. Jahrhunderts in den Beraterkreis des damaligen Thronfolgers Erzherzog Franz Ferdinand von Österreich-Este aufgenommen. Er war auch für Armee-Zeitungen tätig und galt als Vorbild einer ganzen Offiziersgeneration.

## Ehrungen
- Festschrift zu seinem 60. Geburtstag (Säbel und Feder : zum sechzigsten Geburtstag Carl Baron Torresanis,), in welcher 70 Generäle der österreichisch-ungarischen Armee und zahlreiche angesehene Schriftsteller seiner Zeit seine Tätigkeit würdigten.[14]
- Benennung des Regimentsmarsches des k.u.k. Ulanenregiment „von Böhm-Ermolli“ Nr. 13, als „Torresanimarsch“.[2]

## Auszeichnungen
- Orden der Eisernen Krone 3. Klasse (1906)
- Militärverdienstkreuz 3. Klasse mit Kriegsdekoration (1866)
- Kriegsmedaille (1873)
- Denkmünze an die Tiroler Landesverteidigung (1866)
- Jubiläums-Erinnerungsmedaille (1898)
- Marianerkreuz des Deutschen Ritterordens (1871)
- Insigne des in Tirol immatrikulierten Adels

## Werke
- Oberlicht : die Geschichte eines Ehebruches, Dresden 1905.
- Steyerische Schlösser, Dresden 1904, Edgar Pierson Verlag.
- Ibi Ubi : ernste und ausgelassene Soldatengeschichten, Dresden, Leipzig 1902, Edgar Pierson Verlag.
- Die Familie Mikesch : Wiener Sittenbild in 4 Aufzügen, 1901.
- Von der Wasser- bis zur Feuertaufe: Werde- und Lehrjahre eines oesterr. Offiziers, Dresden 1900, Edgar Pierson Verlag.
- Auf gerettetem Kahn, Dresden, Leipzig 1897 (?), Edgar Pierson Verlag.
- Die Juckercomtesse, Dresden 1900, Edgar Pierson Verlag.
- Aus drei Weltstädten, Dresden, Leipzig 1895, Edgar Pierson Verlag.
- Der beschleunigte Fall, Dresden 1899, Edgar Pierson Verlag.
- Carl Torresani, sein Schaffen und seine Werke, Dresden 1896, Edgar Pierson Verlag.
- Mit tausend Masten, Dresden, Leipzig 1890, Edgar Pierson Verlag.
- Schwarzgelbe Reitergeschichten, Dresden, Leipzig 1889.

### Übersetzungen
- Emilio De Marchi: Demetrio Pianelli, aus dem Italienischen übertragen von Karl Baron Torresani, Cotta Verlag, Stuttgart 1895.
- Emilio De Marchi: Don Cirillos Hut, aus dem Italienischen übertragen von Karl Baron Torresani, Stuttgart 1894, Engelhorn.

Torresani übersetzte auch mehrere seiner Werke ins Französische.